# Маевский, Стефан (футболист)
Сте́фан Мае́вский (пол. Stefan Majewski; 31 января 1956, Быдгощ, Польская Народная Республика) — польский футболист, центральный защитник. Выступал за сборную Польши. Бронзовый призёр чемпионата мира 1982 года и участник чемпионата мира 1986 года. Бывший и. о. главного тренера сборной Польши.

## Карьера

### Клубная
Свою футбольную карьеру Стефан Маевский начинал в родном городе Быдгощ, выступая сначала за «Гвязду», потом за «Хемик» и «Завишу», в составе которой он стал победителем второй лиги в 1977 году. Сезон 1977/78 стал для Маевского первым в первой лиге, он отыграл во всех тридцати матчах и забил четыре гола, что однако не помогло «Завише», которая вылетела обратно во вторую лигу. Отыграв половину сезона во второй лиге, Маевский перешёл в «Легию», вернувшись в высший дивизион. В «Легии» Стефан отыграл до конца 1984 года, став за это время двукратным обладателем Кубка Польши. Всего за «Легию» Стефан сыграл 182 матча (158 в чемпионате Польши, 17 в Кубке Польши и 7 в Кубке обладателей кубков УЕФА) и забил 18 голов (16 в чемпионате Польши, 1 в Кубке Польши и 1 в Кубке обладателей кубков УЕФА). После «Легии» Маевский отправился играть в ФРГ за «Кайзерслаутерн», отыграв в клубе два с половиной сезона, Стефан перешёл в «Арминию» из Билефельда, выступавшую во второй Бундеслиге. Однако «Арминия» в следующем сезоне заняла последнее место в турнирной таблице и выбыла в Оберлигу. Маевский покинул команду и отправился играть на Кипр за «Аполлон» из Лимасола. Отыграв один сезон на Кипре и став серебряным призёром чемпионата Кипра 33-летний защитник вернулся в ФРГ и продолжил выступать за «Фрайбургер», выступавший в низших лигах. Маевский отыграл в клубе до 1993 года, после чего закончил свою карьеру.

### В сборной
В сборной Польши Стефан Маевский дебютировал 30 августа 1978 года в товарищеском матче со сборной Финляндии, завершившимся победой поляков со счётом 1:0, причём единственный гол в матче был на счету Маевского. В 1982 году Маевский принял участие в чемпионате мира, он сыграл во всех семи матчах своей сборной и забил один гол. На том чемпионате поляки завоевали бронзовые медали, обыграв в матче за третье место сборную Франции со счётом 3:2, а сам Маевский забил второй гол своей сборной. В 1986 году Маевский принял участие в своём втором чемпионате мира. Поляки вышли из группы, но выбыли на стадии 1/8 финала, а сам Маевский, как и четыре года назад, принял участие во всех четырёх матчах. Причём матч 1/8 финала со сборную Бразилии на том чемпионате, завершившийся поражением Польши со счётом 0:4, стал для Маевского последним в составе сборной. Всего же за сборную Стефан Маевский сыграл 40 матчей, в которых забил 4 гола, 1 матч он провёл в качестве капитана сборной.

## После завершения карьеры игрока
После окончания карьеры игрока Маевский стал тренером. Его первым клубом стала «Полония» из Варшавы. Став главным тренером перед окончанием чемпионата Польши сезона 1993/94, он не смог помочь команде, которая заняла итоговое 17-е место и выбыла во вторую лигу. По окончании сезона Маевский покинул свой пост, однако вернулся уже в конце следующего сезона, в том сезоне команда заняла всего-лишь 7-е место во второй лиге. Но уже в следующем году «Полония» финишировала первой и гарантировала себе место в элите. После этого Маевский закончил тренерскую академию в Кёльне и два года отработал с резервистами «Кайзерслаутерна». В мае 1999 года Маевский стал главным тренером клуба «Амика». В первый же год с клубом он стал обладателем Кубка и Суперкубка Польши. В следующем году «Амика» вновь стала обладателем Кубка, но в матче за Суперкубок уступила бывшему клубу Маевского «Полонии» со счётом 2:4. После «Амики» Маевский недолгое время тренировал «Заглембе» из Любина и «Свит». В июле 2002 года Маевский стал помощником нового главного тренера сборной Польши Збигнева Бонека, с которым они вместе выступали на двух чемпионатах мира. Однако Бонек продержался на своём посту всего пять месяцев после чего был уволен со своего поста, вместе с ним ушёл и Маевский. В марте 2003 года он вернулся в «Амику». Сделав команду бронзовым призёром чемпионата Польши сезона 2003/04 Маевский вновь покинул команду и отправился в «Видзев», только что покинувший высший дивизион. Отработав в команде 2 сезона Маевский вывел «Видзев» в высший дивизион. С 2006 по 2008 год он руководил клубом «Краковия». А в конце 2009 года после увольнения Лео Бенхаккера был назначен и. о. главного тренера сборной Польши. Под его руководством команда провела два последних матча в отборочном турнире к чемпионату мира 2010 года. В первом матче поляки уступили чехам в гостях со счётом 0:2, а во втором уступили словакам у себя дома со счётом 0:1. По окончании работы в главной сборной Польши Маевский был назначен главным тренером олимпийской сборной Польши, проработав в этой должности до 2010 года он покинул свой пост.

## Достижения

### Командные
Сборная Польши
- Бронзовый призёр чемпионата мира: 1982
- Обладатель Кубка Неру: 1984

 «Завиша» (Быдгощ)
- Чемпион второго дивизиона Польши: 1977

 «Легия»
- Бронзовый призёр чемпионата Польши: 1980
- Обладатель Кубка Польши (2): 1980, 1981
- Итого: 2 трофея

 «Аполлон» (Лимасол)
- Серебряный призёр чемпионата Кипра: 1989

### Тренерские
«Полония» (Варшава)
- Чемпион второго дивизиона Польши: 1996

 «Амика»
- Бронзовый призёр чемпионата Польши: 2004
- Обладатель Кубка Польши (2): 1999, 2000
- Обладатель Суперкубка Польши: 1999
- Финалист Суперкубка Польши: 2000
- Итого: 3 трофея

 «Видзев»
- Чемпион второго дивизиона Польши: 2006

## Клубная статистика
| Сезон   | Чемпионат Польши | Чемпионат Польши | Кубок Польши | Кубок Польши | Кубок обладателей кубков УЕФА | Кубок обладателей кубков УЕФА | Итого | Итого |
| Сезон   | Игры             | Голы             | Игры         | Голы         | Игры                          | Голы                          | Игры  | Голы  |
| ------- | ---------------- | ---------------- | ------------ | ------------ | ----------------------------- | ----------------------------- | ----- | ----- |
| 1978/79 | 15               | 2                | 0            | 0            | 0                             | 0                             | 15    | 2     |
| 1979/80 | 28               | 4                | 5            | 0            | 0                             | 0                             | 33    | 4     |
| 1980/81 | 23               | 3                | 4            | 0            | 2                             | 0                             | 29    | 3     |
| 1981/82 | 27               | 2                | 2            | 0            | 5                             | 1                             | 34    | 3     |
| 1982/83 | 27               | 4                | 3            | 0            | 0                             | 0                             | 30    | 4     |
| 1983/84 | 23               | 1                | 2            | 1            | 0                             | 0                             | 25    | 2     |
| 1984/85 | 15               | 0                | 1            | 0            | 0                             | 0                             | 16    | 0     |
| Итого   | 158              | 16               | 17           | 1            | 7                             | 1                             | 182   | 18    |

| Клуб                | Сезон   | Чемпионат ФРГ | Чемпионат ФРГ | Кубок ФРГ | Кубок ФРГ | Итого | Итого |
| Клуб                | Сезон   | Игры          | Голы          | Игры      | Голы      | Игры  | Голы  |
| ------------------- | ------- | ------------- | ------------- | --------- | --------- | ----- | ----- |
| Кайзерслаутерн      | 1984/85 | 19            | 1             | 0         | 0         | 19    | 1     |
| Кайзерслаутерн      | 1985/86 | 22            | 0             | 3         | 0         | 25    | 0     |
| Кайзерслаутерн      | 1986/87 | 22            | 0             | 0         | 0         | 22    | 0     |
| Кайзерслаутерн      | Итого   | 63            | 1             | 3         | 0         | 66    | 1     |
| Арминия (Билефельд) | 1987/88 | 34            | 1             | 1         | 0         | 35    | 1     |
| Арминия (Билефельд) | Итого   | 34            | 1             | 1         | 0         | 35    | 1     |
| Всего               | Всего   | 97            | 2             | 4         | 0         | 101   | 2     |

## Статистика в сборной
| №  | Дата             | Место проведения | Соперник   | Счёт | Голы | Турнир                    |
| 1  | 30 августа 1978  | Хельсинки        | Финляндия  | 1:0  | 1    | Товарищеский матч         |
| 2  | 6 сентября 1978  | Рейкьявик        | Исландия   | 2:0  | -    | Отборочный матч к ЧЕ 1980 |
| 3  | 11 октября 1978  | Бухарест         | Румыния    | 0:1  | -    | Товарищеский матч         |
| 4  | 11 ноября 1978   | Вроцлав          | Швейцария  | 2:0  | -    | Отборочный матч к ЧЕ 1980 |
| 5  | 18 февраля 1979  | Тунис            | Тунис      | 2:0  | -    | Товарищеский матч         |
| 6  | 21 февраля 1979  | Алжир            | Алжир      | 1:0  | -    | Товарищеский матч         |
| 7  | 4 апреля 1979    | Хожув            | Венгрия    | 1:1  | -    | Товарищеский матч         |
| 8  | 18 апреля 1979   | Лейпциг          | ГДР        | 1:2  | -    | Отборочный матч к ЧЕ 1980 |
| 9  | 29 августа 1979  | Варшава          | Румыния    | 3:0  | -    | Товарищеский матч         |
| 10 | 12 сентября 1979 | Лозанна          | Швейцария  | 2:0  | -    | Отборочный матч к ЧЕ 1980 |
| 11 | 17 февраля 1980  | Марракеш         | Марокко    | 0:1  | -    | Товарищеский матч         |
| 12 | 29 февраля 1980  | Багдад           | Ирак       | 0:1  | -    | Товарищеский матч         |
| 13 | 2 апреля 1980    | Брюссель         | Бельгия    | 1:2  | -    | Товарищеский матч         |
| 14 | 10 октября 1981  | Лейпциг          | ГДР        | 3:2  | -    | Отборочный матч к ЧМ 1982 |
| 15 | 28 октября 1981  | Буэнос-Айрес     | Аргентина  | 2:1  | -    | Товарищеский матч         |
| 16 | 15 ноября 1981   | Вроцлав          | Мальта     | 6:0  | 1    | Отборочный матч к ЧМ 1982 |
| 17 | 18 ноября 1981   | Лодзь            | Испания    | 2:3  | -    | Товарищеский матч         |
| 18 | 14 июня 1982     | Виго             | Италия     | 0:0  | -    | Чемпионат мира 1982       |
| 19 | 19 июня 1982     | Ла-Корунья       | Камерун    | 0:0  | -    | Чемпионат мира 1982       |
| 20 | 22 июня 1982     | Ла-Корунья       | Перу       | 5:1  | -    | Чемпионат мира 1982       |
| 21 | 28 июня 1982     | Барселона        | Бельгия    | 3:0  | -    | Чемпионат мира 1982       |
| 22 | 4 июля 1982      | Барселона        | СССР       | 0:0  | -    | Чемпионат мира 1982       |
| 23 | 8 июля 1982      | Барселона        | Италия     | 0:2  | -    | Чемпионат мира 1982       |
| 24 | 10 июля 1982     | Аликанте         | Франция    | 3:2  | 1    | Чемпионат мира 1982       |
| 25 | 31 августа 1982  | Париж            | Франция    | 4:0  | -    | Товарищеский матч         |
| 26 | 8 сентября 1982  | Хельсинки        | Финляндия  | 3:2  | -    | Отборочный матч к ЧЕ 1984 |
| 27 | 10 октября 1982  | Лиссабон         | Португалия | 1:2  | -    | Отборочный матч к ЧЕ 1984 |
| 28 | 23 марта 1983    | Лодзь            | Болгария   | 3:1  | 1    | Товарищеский матч         |
| 29 | 17 апреля 1983   | Варшава          | Финляндия  | 1:1  | -    | Отборочный матч к ЧЕ 1984 |
| 30 | 22 мая 1983      | Хожув            | СССР       | 1:1  | -    | Отборочный матч к ЧЕ 1984 |
| 31 | 7 сентября 1983  | Краков           | Румыния    | 2:2  | -    | Товарищеский матч         |
| 32 | 9 октября 1983   | Москва           | СССР       | 0:2  | -    | Отборочный матч к ЧЕ 1984 |
| 33 | 28 октября 1983  | Вроцлав          | Португалия | 0:1  | -    | Отборочный матч к ЧЕ 1984 |
| 34 | 27 января 1984   | Калькутта        | Китай      | 1:0  | -    | Кубок Неру 1984           |
| 35 | 26 марта 1986    | Кадис            | Испания    | 0:3  | -    | Товарищеский матч         |
| 36 | 16 мая 1986      | Копенгаген       | Дания      | 0:1  | -    | Товарищеский матч         |
| 37 | 2 июня 1986      | Монтеррей        | Марокко    | 0:0  | -    | Чемпионат мира 1986       |
| 38 | 7 июня 1986      | Монтеррей        | Португалия | 1:0  | -    | Чемпионат мира 1986       |
| 39 | 11 июня 1986     | Монтеррей        | Англия     | 0:3  | -    | Чемпионат мира 1986       |
| 40 | 16 июня 1986     | Гвадалахара      | Бразилия   | 0:4  | -    | Чемпионат мира 1986       |

Итого: 40 матчей / 4 гола; 18 побед, 8 ничьих, 14 поражений.
| Год   | Финальные матчи ЧМ | Финальные матчи ЧМ | Отборочные матчи ЧМ | Отборочные матчи ЧМ | Отборочные матчи ЧЕ | Отборочные матчи ЧЕ | Товарищеские матчи | Товарищеские матчи | Итого | Итого |
| Год   | Игры               | Голы               | Игры                | Голы                | Игры                | Голы                | Игры               | Голы               | Игры  | Голы  |
| ----- | ------------------ | ------------------ | ------------------- | ------------------- | ------------------- | ------------------- | ------------------ | ------------------ | ----- | ----- |
| 1978  | 0                  | 0                  | 0                   | 0                   | 2                   | 0                   | 2                  | 1                  | 4     | 1     |
| 1979  | 0                  | 0                  | 0                   | 0                   | 2                   | 0                   | 4                  | 0                  | 6     | 0     |
| 1980  | 0                  | 0                  | 0                   | 0                   | 0                   | 0                   | 3                  | 0                  | 3     | 0     |
| 1981  | 0                  | 0                  | 2                   | 1                   | 0                   | 0                   | 2                  | 0                  | 4     | 1     |
| 1982  | 7                  | 1                  | 0                   | 0                   | 2                   | 0                   | 1                  | 0                  | 10    | 1     |
| 1983  | 0                  | 0                  | 0                   | 0                   | 4                   | 0                   | 2                  | 1                  | 6     | 1     |
| 1984  | 0                  | 0                  | 0                   | 0                   | 0                   | 0                   | 1                  | 0                  | 1     | 0     |
| 1985  | 0                  | 0                  | 0                   | 0                   | 0                   | 0                   | 0                  | 0                  | 0     | 0     |
| 1986  | 4                  | 0                  | 0                   | 0                   | 0                   | 0                   | 2                  | 0                  | 6     | 0     |
| Итого | 11                 | 1                  | 2                   | 1                   | 10                  | 0                   | 17                 | 2                  | 40    | 4     |